# Карпани, Джузеппе
Джузе́ппе Карпа́ни (итал. Giuseppe Carpani; 28 декабря 1751, Альбавилла — 22 января 1825, Вена) — итальянский поэт, либреттист и музыкальный писатель.

## Биография
Джузеппе Карпани родился в Альбавилле, в Ломбардии; изучал юриспруденцию в университете в Павии и после получения диплома проходил практику у адвоката Вилата в Милане; но в конце концов предпочёл посвятить себя литературной деятельности. Первую известность Карпани-поэту принесли сонеты на смерть императрицы Марии Терезии в 1780 году; в течение многих лет он работал в Милане в качестве журналиста и редактора, одновременно писал драматические произведения.
В 1796 году, после оккупации Милана армией генерала Бонапарта, Карпани, не сочувствовавший Французской революции, последовал за эрцгерцогом Фердинандом в Вену. В 1797 году император Франц назначил его директором и цензором театров Венеции, где Карпани оставался до 1804 года и по мере сил противостоял пропаганде революционных идей на театральных подмостках.
По возвращении в 1805 году в Вену Карпани был назначен придворным поэтом; написал ряд оперных либретто, был хорошо знаком с семьёй В. А. Моцарта, с Й. Гайдном, А. Сальери и Л. ван Бетховеном, в доме которого, по свидетельству Дж. Россини, был желанным гостем.

## Творчество
На тексты Карпани писали многие композиторы; в частности, Дж. Паизиелло написал на его либретто популярную оперу «Нина», а Й. Вайгль — «Страсти Иисуса Христа». Стихотворение Карпани «В могиле мрачной» положили на музыку 63 композитора, в их числе А. Сальери, Л. Керубини, Л. ван Бетховен, Й. Вайгль и Моцарт-сын.
Как музыкальный писатель Карпани является автором биографий Й. Гайдна (Le Haydine, ossia lettere sulla vita e le opere di Giuseppe Haydn (1812) и Дж. Россини (Le Rossiniane, 1824).